# 櫻井ちか
櫻井ちか（さくらい ちか、1855年5月19日（安政2年4月4日） - 1928年（昭和3年）12月19日）は、日本の教育者。櫻井女学校、櫻井女塾を設立して、日本における初期の女子教育を担った。なお、自著でちか子との表記も見られる。

## 略歴
1855年（安政2年）東京日本橋で生まれる。1872年（明治5年）海軍士官の櫻井昭悳（さくらいあきのり）と結婚。神田の芳英社、横浜の共立女学校で英語を学ぶ。洗礼を受け、キリスト教徒となる。その後、明悳もちかの影響を受けてキリスト教徒となる。
1876年（明治9年）日本人による初めてのキリスト教主義の女子学校として、桜井女学校を設立する。1879年（明治12年）同校は経営難に陥る一方で、ちかと昭悳夫婦は函館に赴任することとなった。そこで、経営をアメリカ長老教会に移し（校長は矢嶋楫子）、1880年（明治13年）麹町に移転させた。函館では函館女子師範学校で教鞭をとった。
1889年（明治22年） 櫻井女学校は新栄女学校と合併し、校名を「女子学院」とする。矢嶋楫子が引き続き院長となった。
1895年（明治28年）東京本郷（向ヶ丘弥生町）に夫櫻井昭悳が開いていた向ヶ丘教会内に、家庭的小規模な寄宿学校を開設し、アメリカ女子教育を取り入れる。1898年（明治31年）に英語専門学校へと拡大し、名称を櫻井女塾と改名、さらに1933年（昭和8年）には櫻井女子英学塾と改名、1942年（昭和17年）昭和女子大学に吸収された。
1928年（昭和3年）逝去。享年73。

## 家族
- 父・平野与十郎 - 上野黒門町で、幕府の神宝方（祭式用具等を扱う部署）の御用商人をしていた[2]。
- 夫・櫻井昭悳
- 養女・倉辻ふき（1879-1945） - 2代目塾長。生後すぐにちか夫婦の養女となり、共立女学校を経て東京音楽学校卒業後、倉辻明義（1877-1945）と結婚、四男一女を儲けた[2]。夫の明義は大洲市に生まれ、旧制松山中学、早稲田大学英語政治科を卒業し、倉辻白蛇の筆名でやまと新聞編集長、読売新聞論説委員をしていた[2]。夫婦ともに東京大空襲により戦災死した[2][3]。
- 養子・満州男（1910-1977） - 倉辻ふき・明義夫妻の四男。櫻井昭悳没後にちかの養子となり、桜井家を継いだ[2]。立教大学卒、商船会社勤務。
- 曾孫・櫻井淳司（1940-） - 満州男の二男。牧師・教育者。1978年に現在のいわゆる「フリースクール」に繋がる草分け的存在である「ニューライフカレッジ」を福島県石川町に創立。『櫻井ちか小伝』を上梓[2]。

## 主要著書
- 『西洋料理教科書』1910年 紫明社
- 『実用和洋惣菜料理』1912年 実業之日本社
- 『手軽に出来る家庭料理』1916年 実業之日本社
- 『三百六十五日 毎日のお惣菜』1917年 政教社
- 『楽しい我が家のお料理』1925年 実業之日本社
- 『日々活用 御料理辞典』1927年 文武書院（名義：ちか子、肩書き：櫻井女塾長）